# Corey Potter
Corey Potter, född 5 januari 1984, är en amerikansk professionell ishockeyspelare som tillhör NHL-organisationen Nashville Predators och spelar för deras primära samarbetspartner Milwaukee Admirals i American Hockey League (AHL). Han har tidigare spelat på NHL-nivå för New York Rangers, Pittsburgh Penguins, Edmonton Oilers, Boston Bruins och Calgary Flames. Potter har också tidigare spelat på lägre nivåer för Hartford Wolf Pack, Wilkes-Barre/Scranton Penguins, Oklahoma City Barons, Adirondack Flames och Springfield Falcons i AHL, Vienna Capitals i EBEL, Charlotte Checkers i ECHL, Michigan State Spartans (Michigan State University) i National Collegiate Athletic Association (NCAA) och inom USA Hockey National Team Development Program i United States Hockey League (USHL) respektive North American Hockey League (NAHL).
Han draftades i fjärde rundan i 2003 års draft av New York Rangers som 122:e spelare totalt.

## Statistik

### Klubbkarriär
| 1999–2000   | Honeybaked U18                 | MWEHL       | 58  | 10 | 38  | 48  | —   | —  | — | —  | —  | —  |
| 2000–2001   | USNTDP Juniors                 | NAHL        | 53  | 4  | 4   | 8   | 20  | —  | — | —  | —  | —  |
|             | U.S. National U17 Team         | USDP        | 13  | 0  | 0   | 0   | 6   | —  | — | —  | —  | —  |
| 2001–2002   | USNTDP Juniors                 | USHL        | 13  | 2  | 2   | 4   | 12  | —  | — | —  | —  | —  |
|             | USNTDP Juniors                 | NAHL        | 10  | 0  | 3   | 3   | 12  | —  | — | —  | —  | —  |
| 2002–2003   | Michigan State Spartans        | NCAA        | 35  | 4  | 4   | 8   | 30  | —  | — | —  | —  | —  |
| 2003–2004   | Michigan State Spartans        | NCAA        | 38  | 0  | 8   | 8   | 63  | —  | — | —  | —  | —  |
| 2004–2005   | Michigan State Spartans        | NCAA        | 32  | 0  | 6   | 6   | 73  | —  | — | —  | —  | —  |
| 2005–2006   | Michigan State Spartans        | NCAA        | 45  | 4  | 18  | 22  | 117 | —  | — | —  | —  | —  |
| 2006–2007   | Charlotte Checkers             | ECHL        | 43  | 6  | 13  | 19  | 56  | —  | — | —  | —  | —  |
|             | Hartford Wolf Pack             | AHL         | 30  | 2  | 8   | 10  | 21  | 7  | 1 | 4  | 5  | 12 |
| 2007–2008   | Hartford Wolf Pack             | AHL         | 80  | 5  | 27  | 32  | 102 | 5  | 0 | 1  | 1  | 14 |
| 2008–2009   | New York Rangers               | NHL         | 5   | 1  | 1   | 2   | 0   | —  | — | —  | —  | —  |
|             | Hartford Wolf Pack             | AHL         | 67  | 10 | 22  | 32  | 82  | 6  | 1 | 3  | 4  | 23 |
| 2009–2010   | New York Rangers               | NHL         | 3   | 0  | 0   | 0   | 2   | —  | — | —  | —  | —  |
|             | Hartford Wolf Pack             | AHL         | 69  | 4  | 24  | 28  | 54  | —  | — | —  | —  | —  |
| 2010–2011   | Pittsburgh Penguins            | NHL         | 1   | 0  | 0   | 0   | 0   | —  | — | —  | —  | —  |
|             | Wilkes-Barre/Scranton Penguins | AHL         | 75  | 7  | 30  | 37  | 52  | 12 | 2 | 7  | 9  | 10 |
| 2011–2012   | Edmonton Oilers                | NHL         | 62  | 4  | 17  | 21  | 24  | —  | — | —  | —  | —  |
| 2012–2013   | Edmonton Oilers                | NHL         | 33  | 3  | 1   | 4   | 6   | —  | — | —  | —  | —  |
|             | Vienna Capitals                | EBEL        | 17  | 1  | 3   | 4   | 10  | 1  | 1 | 0  | 1  | 0  |
| 2013–2014   | Edmonton Oilers                | NHL         | 16  | 0  | 5   | 5   | 21  | —  | — | —  | —  | —  |
|             | Oklahoma City Barons           | AHL         | 6   | 0  | 1   | 1   | 4   | —  | — | —  | —  | —  |
|             | Boston Bruins                  | NHL         | 3   | 0  | 0   | 0   | 0   | 1  | 0 | 0  | 0  | 0  |
| 2013–2014   | Calgary Flames                 | NHL         | 6   | 0  | 0   | 0   | 0   | 1  | 0 | 0  | 0  | 0  |
|             | Adirondack Flames              | AHL         | 25  | 0  | 10  | 10  | 18  | —  | — | —  | —  | —  |
| NHL totalt  | NHL totalt                     | NHL totalt  | 129 | 8  | 24  | 32  | 53  | 3  | 0 | 0  | 0  | 0  |
| AHL totalt  | AHL totalt                     | AHL totalt  | 352 | 28 | 122 | 150 | 333 | 30 | 4 | 15 | 19 | 59 |
| NCAA totalt | NCAA totalt                    | NCAA totalt | 150 | 8  | 36  | 44  | 283 | —  | — | —  | —  | —  |